# Cantonul Roquevaire
Cantonul Roquevaire este un canton din arondismentul Marseille, departamentul Bouches-du-Rhône, regiunea Provence-Alpes-Côte d'Azur, Franța.

## Comune
- Auriol
- Belcodène
- Cadolive
- Gréasque
- La Bouilladisse
- La Destrousse
- Peypin
- Roquevaire (reședință)
- Saint-Savournin